# Hönacka
Hönacka är en bebyggelse sydost om Glava väster om Glafsfjorden i Glava socken i Arvika kommun. Från 2020 till 2023 avgränsade SCB här en småort.